# Буррен (национальный парк)
Буррен (The Burren National Park) — национальный парк на юго-западе географической области Буррен в графстве Клэр, Ирландия. Парк создан для охраны необычных ландшафтов этой области, в первую очередь известняковых скал, на которых находится тонкий слой почвы, поддерживающий скудную растительность.

## История
Буррен использовался в сельскохозяйственных целях, хотя из-за малой толщины почв фермерам пришлось разработать специальные технологии. В 1998 году земля, на которой сейчас расположен национальный парк, была выкуплена государством.

## География
Высшая точка парка — Кноканес (207 м) — находится на скальном гребне, пересекающем весь парк. К востоку от гребня находится известняковое плато с несколькими озёрами, на западе — понижение. затем снова переходящее в известняковое плато, на юге известняк был опущен под землю во время последнего оледенения.
Парк содержит все основные природные зоны Буррена — известняковое плато, луга, кустарник (в первую очередь орешник и рябина), исчезающие озёра (англ. Turloughs), обыкновенные озёра, источники (англ. petrifying springs), скалы и торфяные болота.

## Геология
Буррен сложен из известняков, образованных в нижнем каменноугольном периоде (визейский ярус). Известняки образовались как осадочная порода в то время, когда современная Ирландия находилась на дне тропического моря, примерно 350 миллионов лет назад. Осадочные породы спрессованы в горизонтальные слои и содержат окаменелые кораллы, морских ежей, морские лилии и аммониты.
Как и во всей Ирландии, пейзаж окончательно сформировался лишь во время последнего оледенения.

## Флора и фауна
Буррен отличается сосуществованием растений, принадлежащих к различным экосистемам — так, альпийские растения сосуществуют тут с субтропическими, а лесные могут расти в лугах при полном отсутствии лесов. В щелях на известняковом плато, где почвенный слой наибольший, встречаются плющ и папоротники. Там же растут деревья и кустарники, такие как тёрн, падуб или крушина, однако из-за недостатка почвы и из-за сильных ветров они не достигают своего обычного размера. Непосредственно на известняке произрастает только мох. В лугах встречаются самые разнообразные растения, от субтропических, таких как орхидея неотинея пятнистая (лат. NeotineaNeotinea maculata) из рода Неотинея (лат. Neotinea) семейства Орхидные (Orchidaceae), до вереска и альпийской растительности. Там, где достаточно почвы и имеется защита от ветра, встречаются заросли кустарника и даже небольшие участки леса.
На территории парка водятся множество видов млекопитающих, включая зайцев, лисиц, горностая и малую бурозубку. Лесная куница, всегда жившая в Буррене и затем исчезнувшая, в последнее время вернулась, хотя остаётся редким для Буррена видом. В парке проживают также несколько видов летучих мышей, один из которых, малый подковонос, находится под угрозой исчезновения. В парк также периодически заходят одичавшие козы.
В национальном парке Буррен встречаются 89 видов птиц.